# Varyag Island
Varyag Island (englisch; russisch Остров Варяг Ostrow Warjag) ist eine 16 km lange Insel vor der Ingrid-Christensen-Küste des ostantarktischen Prinzessin-Elisabeth-Lands. Sie liegt 2 km südöstlich von Hop Island in der Gruppe der Rauer-Inseln.
Norwegische Kartographen kartierten sie 1946 anhand von Luftaufnahmen der Lars-Christensen-Expedition 1936/37 als ein Teil von Hop Island. Weitere Luftaufnahmen entstanden bei der US-amerikanischen Operation Highjump, 1956 bei einer Sowjetischen Antarktisexpedition sowie 1957 und 1958 bei den Australian National Antarctic Research Expeditions. Russische Wissenschaftler kartierten sie als individuelle Insel und benannten sie. Das Antarctic Names Committee of Australia übertrug diese Benennung ins Englische. Der weitere Benennungshintergrund ist nicht überliefert.